# Never Mind the Ballots
Never Mind the Ballots è il secondo album in studio del gruppo musicale britannico Chumbawamba, pubblicato nel 1987.

## Tracce
1. Always Tell the Voter What the Voter Wants to Hear – 2:51
2. Come on Baby (Let's Do the Revolution) – 1:39
3. The Wasteland – 4:23
4. Today's Sermon – 2:28
5. Ah-Men – 2:29
6. Mr. Heseltine Meets His Public – 3:51
7. The Candidates Find Common Ground – 4:29
8. Here's the Rest of Your Life – 13:22